# Letourneur et Marchand
La Letourneur et Marchand è stata una casa automobilistica francese di vetture sportive e di lusso attiva dal 1905 al 1960, e specializzatasi negli anni trenta del XX secolo nel carrozzare autotelai prodotti dalla fabbriche Duesenberg, Hispano-Suiza, Rolls-Royce e Minerva

## Storia

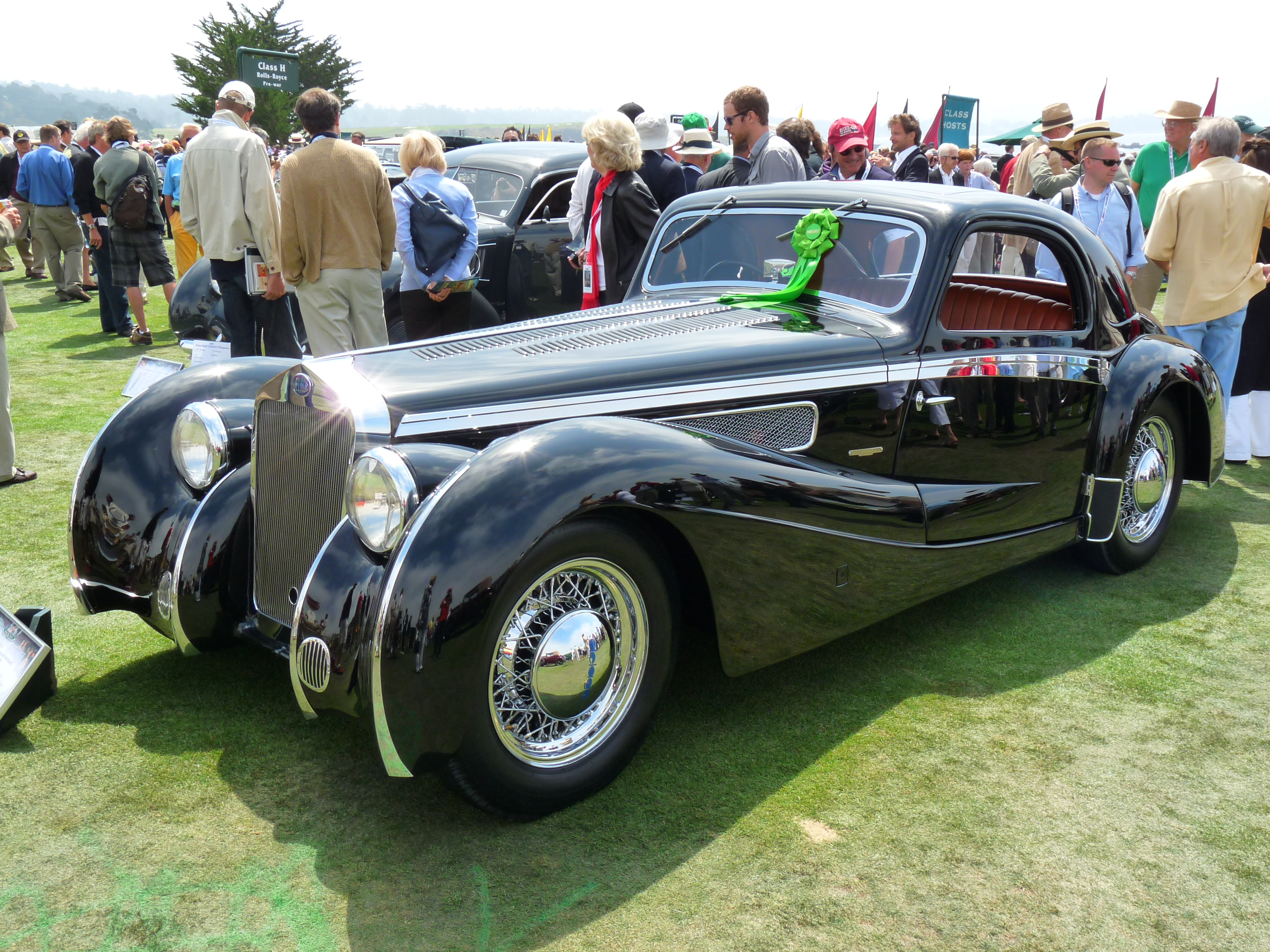
Delage D8 S Letourneur et Marchand Aerodynamic Coupe (1937).

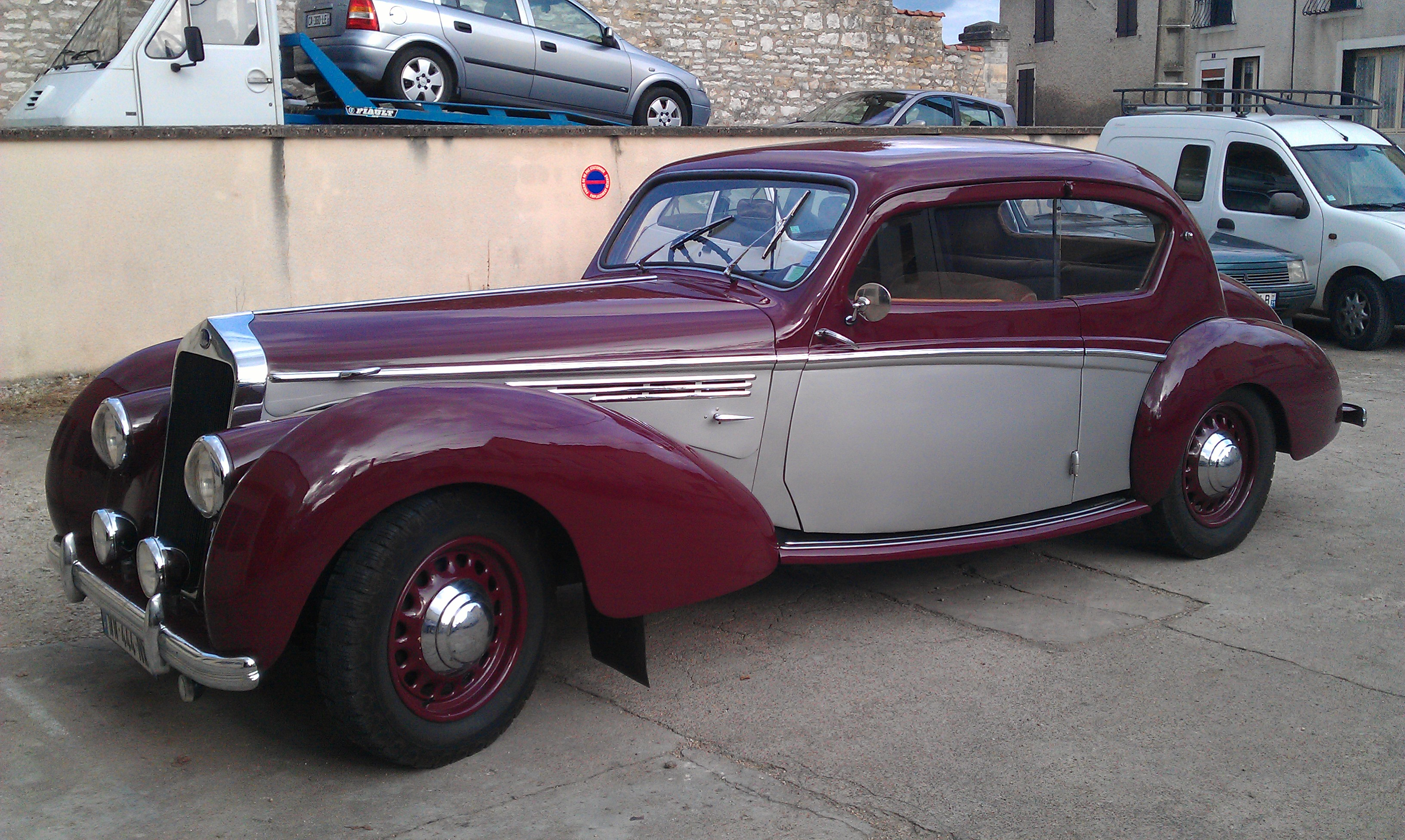
Delage D6-70 carrozzata Letourneur et Marchand (1947).

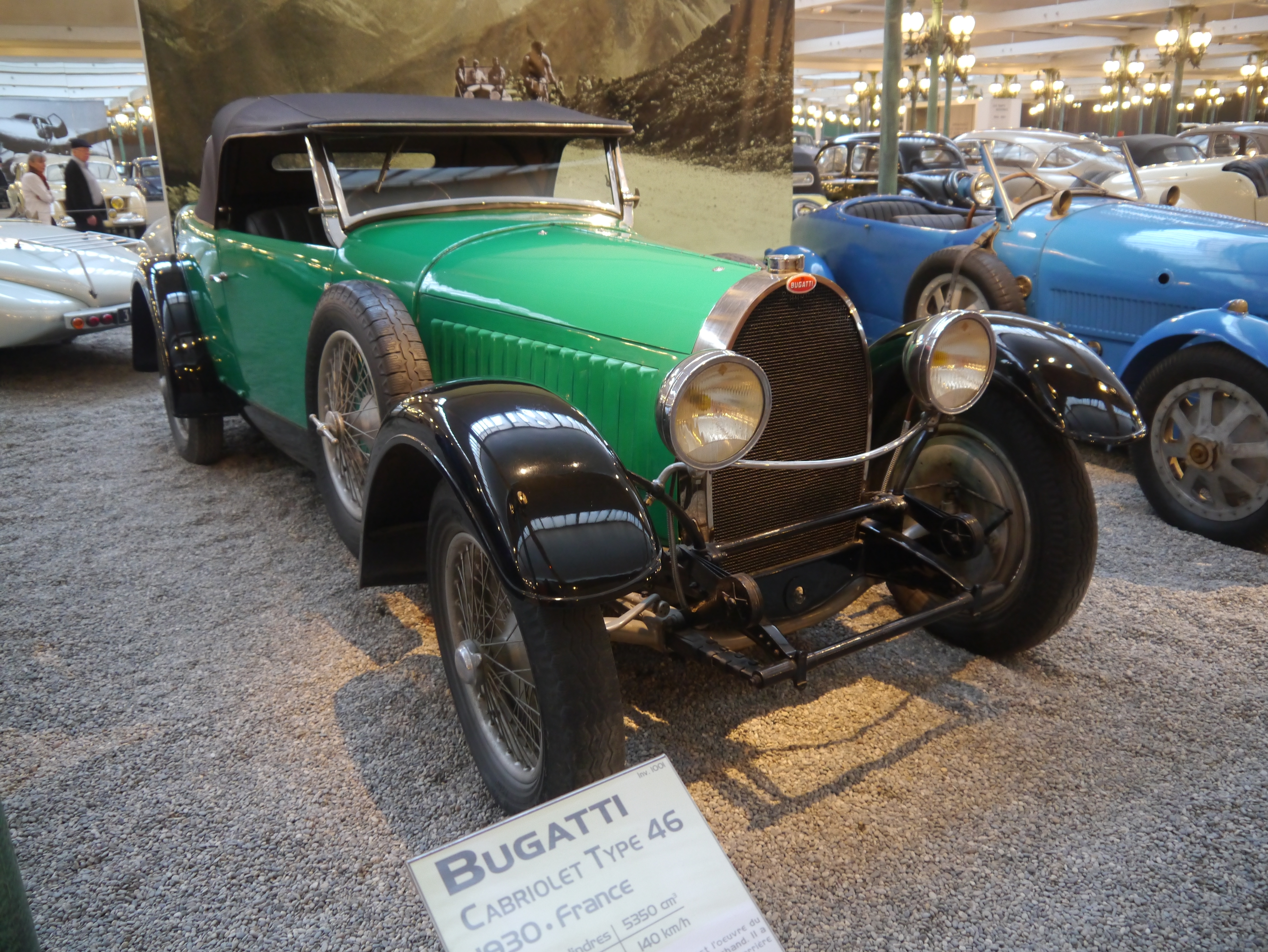
Bugatti Type 46 carrozzata Letourneur et Marchand esposta al Museo dell'Automobile di Mulhouse, Alsazia, Francia.

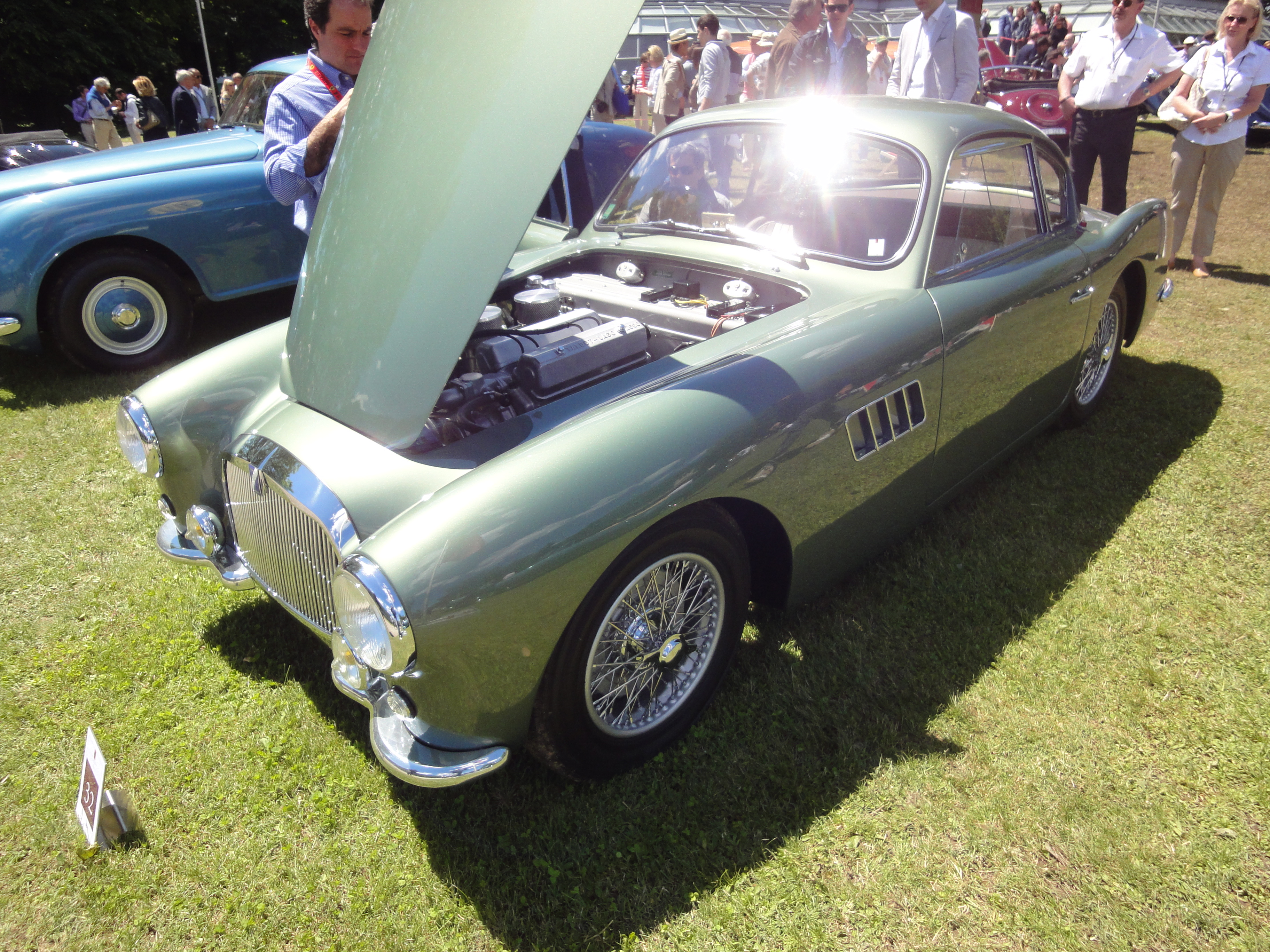
Talbot-Lago T14 LS Coupe carrozzata Letourneur et Marchand (1956).

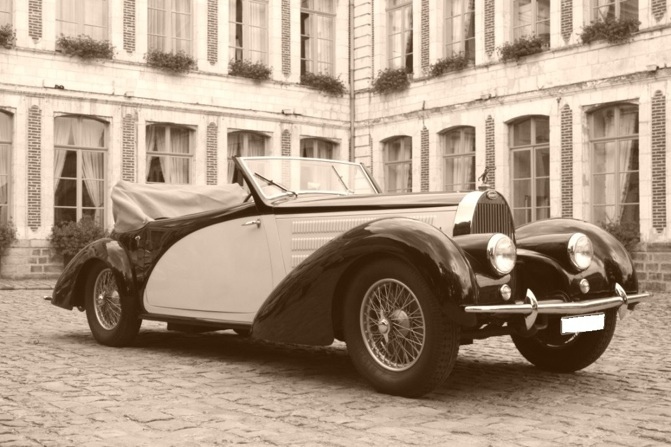
Cabriolet Bugatti Type 57 Stelvio carrozzata Letourneur et Marchand (1938).

Nel 1905 Jean-Marie Letourneur e Jean-Arthur Marchand, due carradori che lavoravano presso la carrozzeria di Henri Binder a Neuilly-sur-Seine, vicino a Parigi, si misero in società e rilevarono la carrozzeria Wehrle-Godar-Desmaret, che era fallita, con le attrezzature, il magazzino, e l'affitto dell'atelier sito in boulevard Bineau 114 a Neuilly-sur-Seine. Marchand curava l'amministrazione e Letourneur la progettazione. Primo cliente a contratto della Letourneur et Marchand fu la carrozzeria di Henri Binder, cui seguirono Labourdette, Franay e Darracq che ricevette alcune carrozzerie complete, e si ebbero anche alcuni clienti privati, tra cui un principe russo, un dignitario del Marocco, e un aviatore, Robert Morane. Quest'ultimo, precipitato con il fratello Léon nel 1910 mentre i due volavano a bordo di un monoplano Blèriot, l'anno successivo si mise in società con l'ingegnere Raymond Saulnier al fine di avviare la costruzione di velivoli più sicuri. La Letourner et Marchand fu incaricata della costruzione delle fusoliere dei nuovi aerei della neocostituita Morane-Saulnier che all'inizio avevano fusoliera con struttura lignea, che poi divenne metallica con il monoplano Type L.
Allo scoppio della prima guerra mondiale la ditta, che fino ad allora aveva prodotto 1.288 carrozzerie, in seguito alla mobilitazione bellica convertì la sua produzione, realizzando fusoliere e ali per aerei Morane-Saulnier e auto-mitragliatrici per l'Armée de terre su autotelaio Peugeot 143. Nel 1919 la ditta ritornò alla produzione civile, Nel 1920 la ditta espanse i propri stabilimenti su un terreno confinante, e partecipò per la prima volta con proprio marchio al Salone dell'automobile di Parigi. Nel 1921 fu pubblicato per la prima volta il catalogo di produzione che verteva su 8 tipi diversi di carrozzeria. Nel 1923 venne aperta una vetrina di rappresentanza nella galleria Claridge, boulevard Champs Elysée, a Parigi, e fu firmato un accordo per la produzione di 2.000 carrozzerie di serie alla Delage, che non pregiudicava la produzione di fuoriserie su altri autotelai. La finitura delle carrozzerie di lusso fu denominata Claridge, e aveva uno stile sobrio e del tipo allora corrente.
Nel 1924 Letourneur e Marchand decisero, di comune accordo, di separare il lavoro per i costruttori, costituendo la Autobineau per la produzione delle carrozzerie di serie ricavando uno spazio all'interno dell'atelier. Nel 1926 fu stampato un secondo catalogo, con testo in lingua inglese e francese che presentava al pubblico le nuove carrozzerie. Nel 1928 Marcel Letourneur, figlio primogenito di Jean-Marie, entrò in azienda dopo aver effettuato un corso di disegno a l'apprendistato presso la ditta Baker in Inghilterra. Come progettista Marcel Letourneur si distinse subito realizzando una Ballot che aveva una coda spiovente e un bagagliaio accessibile dall'esterno. Nel corso dell'annuale Salone dell'automobile di Parigi la ditta presentò una Avions Voisin in color argento e dotata di tappezzeria in pelle di lucertola, che rompeva i canoni fino ad allora adottati innovandoli. Nel 1931 fu prodotta una Hispano-Ballot HS26 "Junior" tutta laccata in nero tranne le porte degli autisti tagliate oblique e tinte in color avorio. Tale macchina piacque ad Armand Esders che richiese la realizzazione della stessa automobile però su telaio Rolls-Royce Phantom II e non dotata di fari, perché lui non guidava assolutamente di notte.  Jean-Arthur Marchand disse ad Esders che, con tale richiesta, il prezzo della carrozzeria saliva dai 35.000 ai 50.000 franchi, ma egli non chiese alcuno sconto e, anzi, promise ulteriori 15.000 franchi se il lavoro fosse stato eseguito perfettamente. A causa delle crisi finanziaria scoppiata negli Stati Uniti d'America del 1929, e che attraversava allora l'Europa,  Jean-Arthur Marchand dovette esercitare molta diplomazia nell'esigere i pagamenti dai principi e dai facoltosi clienti che si trovavano in difficoltà economiche. Il 15 gennaio 1932 l'azienda presentò un brevetto, n.729.891, al fine di eliminare il montante centrale e far sovrapporre i finestrini sulle battute delle porte, e al rientrò in azienda il designer Carlo Delaisse nell'ottobre 1932 egli presentò al Salone dell'automobile di Parigi una Delage D8S verniciata di nero e con un filetto rosso che, dal colmo alla calandra attraversava obliquamente il cofano e, con un arabesco andava ad avvolgere il bollo rosso disegnato sulla lamiera della porta. Altri tre bolli rossi erano impressi sulle feritoie del cofano. L'auto adottava anche le soluzioni previste dal precedente brevetto con le superfici curvilinee. Gli elementi di questo stile vennero ribattezzati da pubblico “yo-yo”, dal nome di un giocattolo allora molto in voga. Questo stile, unito ai parafanghi posteriori carenati e allungati all'indietro fu adottato anche su una cabriolet victoria Delage D8-15 commissionata dall'attrice Blanche Montel. Tali soluzioni caratterizzavano anche lo stile Aerosport disegnato da Marcel Letournier per la Delage D8-105S commissionata dall'attrice Renée Saint-Cyr. Questa vettura fu vincitrice del Gran Prix d'Elegance di Bagatelle, e fu considerata la capostipite della famiglia di fuoriserie Aerosport costruite sino alla fine degli anni trenta del XX secolo.
Nel 1935 la Delage andò in crisi finanziaria e smise di pagare i fornitori tanto da dovere vendere la sede di rappresentanza in boulevard Champs Elyses e altre proprietà fino a quando non fu rilevata dalla Delahaye che onorò i debiti. Sebbene la maggior parte del lavoro fosse dedicato alla Delage, Letourneur e Marchand carrozzarono molti altri telai, tra cui Buick, Renault, Delahaye, Panhard, Rolls-Royce e Bugatti, che fu l'ultima a ricevere 19 carrozzerie.
Dopo lo scoppio della seconda guerra mondiale la realizzazione di automobili fu abbandonata, e gli impianti produttivi spostato lontano dall'area di Parigi, e l'azienda si convertì al montaggio e alla riparazione degli impianti a gassogeno. Dopo la fine del conflitto e la politica adottata dal nuovo stato francese che non prevedeva la produzione automobilistica di auto di lusso, tra il 1947 e il 1954 la Letourner et Marchand produsse circa sessanta automobili fuoriserie, utilizzando gli ultimi grandi telai Delage, Delahaye e Talbot-Lago, tutti disegnati da Carlo Delaisse e Philippe Charbonneaux. Nel 1954 fu firmato un accordo con la Renault per la produzione del modello cabriolet della Frégate, che si concluse dopo sei anni con la realizzazione di 67 esemplari. Fu più remunerativo il contratto firmato con la Unic per la realizzazione delle cabine degli autocarri disegnate da Charbonneaux. Nel 1960 vi fu l'ultima apparizione del marchio Letournier et Marchand al Salone dell'automobile di Parigi che poi rimase solo come marchio di riferimento, mentre la produzione fu realizzata dalla Autobineau. Nel 1975, con l'acquisizione del marchio Unic da parte del Gruppo FIAT che lo fece confluire nella Iveco, la Fiat diede il tempo alla Letourner et Marchand di completare gli ordini in corso e poi di chiudere l'attività con i bilanci in regola.

### Annotazioni
1. ↑  Nato a Creuscot, Bretagna, il 27 dicembre 1886, e deceduto nel settembre 1944, poco tempo dopo la liberazione della Francia.
2. ↑  Nato a Saint Martin de la Mer il 18 gennaio 1872, e deceduto nel giugno 1946.
3. ↑  Tra i nuovi assunti come apprendisti vi era Carlo Delaisse, destinato ad avere un brillante avvenire.

### Fonti
1. 1 2 3 4 5  Coachbuild.
2. 1 2 3 4 5 6 7 8 9 10  Deganello 2021, p. 4.
3. 1 2 3  Deganello 2021, p. 5.
4. 1 2 3 4  Deganello 2021, p. 6.
5. 1 2 3 4  Deganello 2021, p. 7.
6. 1 2 3 4 5 6 7 8 9 10 11 12 13  Deganello 2021, p. 8.
7. ↑  Daniel Cabart e Claude Rouxel, Delage. La belle voiture française, éditions ETAI, 2005..